# 周吴刚
周吴刚（1962年10月—），湖南涟源人，汉族，中国共产党党员丶中國人民解放軍少將。中华人民共和国政治人物、第十三届全国人民代表大会解放军和武警部队代表。

## 生平
2018年，周吴刚被选为解放军和武警部队出席第十三届全国人民代表大会代表。曾分別先後仼解放軍駐澳門部隊政治部主任丶中國人民解放軍駐香港部隊政治部主任丶駐澳門部隊政治委員丶东部战区陆军政治工作部主任等